# Livio Guardi
Livio Guardi (Firenze, 11 dicembre 1959) è un cantante e polistrumentista italiano.
Canta, suona la chitarra, il banjo a cinque corde, l'armonica a bocca, il mandolino e un numero imprecisato di altri strumenti a corda.
Oltre all'attività di musicista svolge quella di insegnante di strumenti a plettro. È conosciuto con la definizione di one-man band, per la capacità di cantare e di suonare diversi strumenti durante uno stesso show.

## Biografia
Fiorentino di nascita si trasferì nella metà degli anni ottanta in Germania e poi in California con il chitarrista Paul Stowe. Dopo il ritorno in Italia e la vincita del premio Città di Cortona pubblica il primo album Com'è strano nel 1991. Si unisce al violinista folk statunitense Chris Brushear con cui suona per due anni. Si unisce ai Dagda, gruppo folk celtico, cui apre alcuni concerti in Italia di Bob Geldof e dei Chieftains.
Nel 2000 si unisce al chitarrista fiorentino di nascita ma residente a New York con cui inizia una lunga collaborazione che lo porta alla pubblicazione di due album in studio e uno dal vivo prodotto dal Unison Art Center di New York e girato in tour negli Stati Uniti con il nome di Tuscan Duo.
Nel 2009 ha pubblicato il suo secondo album interamente da solista Run Away.
In Italia ha suonato per rassegne di chitarra, quali Franciacorta (2010), l’Acoustic Guitar Meeting di Sarzana (2006), in locali storici come il “Folkstudio” (Roma) e il Folk Club Buttrio (Udine).
Negli Stati Uniti, ha preso parte a festival di musica come il “New Bedford Summerfest” o al NERFA di Monticello con Sara Lee Guthrie e ha suonato in folk club come il “Cafe Lena” (Saratoga Springs, N.Y.) e il museo “Garibaldi-Meucci Museum” a New York e con musicisti come Kevin Burke, Benoit Bourquè, Jack Hardy, Tony Trischka, Pierre Bensusan e Tao Rodriguez-Seeger.
È stato due volte in tournée (come chitarrista e mandolinista) con il cantautore texano Tom Russell, esibendosi in Italia, Paesi Bassi e Belgio.
Nel 2013 ha inciso con Pietro Sabatini, ex membro del gruppo folk dei Whisky Trail, l'album Meeting.

## Stile e sound
Nella sua musica sono presenti influenze del folk americano, celtico e del blues, così come l'amore per un sound più mediterraneo. La sua passione per il banjo lo ha portato all'apprendimento di diversi stili, in particolare a quello del cosiddetto clawhammer (modo di suonare arcaico, di estrazione afro-americana), mentre sulla chitarra, la tecnica del fingerpicking (che incorpora allo stesso tempo linea di bassi e melodia) è quella usata in modo prevalente, insieme con l'uso dello slide.

## Discografia

### Album in studio
- 1991 – Com'è strano (autoprodotto)
- 2000 – Ordinary People con Wilson Montuori (autoprodotto)
- 2001 – The Italians aka Live at Unison con Wilson Montuori (Unison Arts and Learning Center)
- 2002 – Diomedee con Wilson Montuori (GuardiMontuori)
- 2009 – Run Away (Six Bars Jail/CD Baby)
- 2013 – Meeting con Pietro Sabadini (Banbou Records)
- 2019 – Liv Gard aka Livio Guardi

### Compilation
- Country in this Country (MAP Records/IRD)